# Spellbound
Spellbound er en amerikansk stumfilm fra 1916 af Harry Harvey.

## Medvirkende
- Lois Meredith som Elsie York.
- William Conklin som Harrington Graeme.
- Bruce Smith som Cavendish.
- Ed Brady som Katti Hab.
- Frank Erlanger som Mematu.